# José Manuel Valega
José Manuel Valega Vasallo (Supe, 1 de septiembre de 1887-Lima, 16 de diciembre de 1961), fue un historiador, abogado, docente universitario y periodista peruano. Autor de una historia crítica de la época colonial peruana, titulada El Virreinato del Perú (1939); de La gesta emancipadora del Perú en doce volúmenes (1940-43); y de una Historia de la República del Perú, en tres volúmenes (1945-46). Firmaba como J. M. Valega.

## Biografía
Hijo de Tomás Valega y Josefa Vasallo. Nació en Supe, provincia de Barranca, en el departamento de Lima. Cursó sus estudios escolares en el Colegio Guadalupe. En 1906 ingresó a la  Universidad Mayor de San Marcos. Se graduó de doctor en Letras (1911) y en Derecho (1913), y se recibió como abogado.
Se dedicó al periodismo, oficio desde el que no dudó en defender su ideología liberal. Entre 1926 y 1930 colaboró en los diarios El Sol y La Noche (1926-1930). Fue también director de varios diarios limeños: El Tiempo, La Crónica (1931-1933), Ahora (1935) y La Prensa (1939).
Como abogado, en 1931 formó parte de la comisión asesora de la liquidación del Banco del Perú y Londres, que fuera afectado por la crisis de 1929.
Entre 1935 y 1956 ejerció como catedrático de la Facultad de Letras de la Universidad Mayor de San Marcos. Tuvo a su cargo la cátedra de Historia de la Emancipación del Perú. Fue también director de la Biblioteca Central de la misma universidad (1942-1945).
Fue miembro de la Sociedad Geográfica de Lima (1933-1961) y del Instituto Histórico del Perú (1945-1961).

## Publicaciones
- 1917: Causas y motivos de la guerra del Pacífico.
- 1939: El Virreinato del Perú. Historia crítica de la época colonial en todos sus aspectos.
- 1940-1943: La gesta emancipadora del Perú (12 volúmenes).
- 1945-1946: Historia de la República del Perú (3 volúmenes).

Colaboró en la elaboración de la Historia de América dirigida por el historiador argentino Ricardo Levene, en lo concerniente a los tomos sexto (Independencia y organización constitucional) y décimo (América contemporánea) de dicha obra, editada en Buenos Aires, entre 1940 y 1943.
Publicó también numerosos textos escolares de historia del Perú y de historia universal, así como textos concordados de los códigos civil, penal, de comercio y de legislación de trabajo. 